# Virginio (album)
Virginio è l'album omonimo d'esordio del cantautore Virginio, pubblicato il 3 marzo 2006 dall'etichetta discografica Mercury/Universal Music.

## Descrizione
L'album contiene 10 brani scritti tutti dal solo Virginio; le musiche sono composte dallo stesso Virginio assieme a Paolo Agosta, escluso il brano e secondo singolo Instabile, scritto e composto interamente da Virginio. Il disco è stato prodotto da Ivo Grasso.
L'album è stato anticipato dal singolo Davvero, presentato al Festival di Sanremo 2006 nella categoria Giovani, senza però accedere alla finale della competizione, pubblicato di 3 marzo 2006, seguito da
Instabile il 29 maggio successivo ed infine dal terzo estratto, Novembre, pubblicato il 22 ottobre.

## Tracce
CD, Download digitale
1. Davvero – 3:40 (testo: Virginio – musica: Virginio e Paolo Agosta)
2. Instabile – 3:20 (Virginio)
3. L'immenso – 4:50 (testo: Virginio – musica: Virginio e Paolo Agosta)
4. Quale altro pianeta – 3:53 (testo: Virginio – musica: Virginio e Paolo Agosta)
5. Non mi stanco – 4:04 (testo: Virginio – musica: Virginio e Paolo Agosta)
6. Come promesso – 3:43 (testo: Virginio – musica: Virginio e Paolo Agosta)
7. Senza limiti – 4:13 (testo: Virginio – musica: Virginio e Paolo Agosta)
8. Novembre – 4:14 (testo: Virginio – musica: Virginio e Paolo Agosta)
9. Nei miei sogni – 4:19 (testo: Virginio – musica: Virginio e Paolo Agosta)
10. La neve su milano – 4:20 (testo: Virginio – musica: Virginio e Paolo Agosta) – Titolo originale: Neve su milano

Durata totale: 40:36